# STANDARD-1
STANDARD-1（スタンダードワン）は、日本のトリオバンド、ampelのconcept mini album。
2011年7月31日にライブ会場にてリリース、発売。下北沢ガレージの2階事務所にて販売されている。

## 概要
ampel初の5曲収録アルバム。自身のレーベルidea disc（support by enndisc）からリリースされ、直にバンドの音を感じて欲しいというコンセプトを元に製作された。
CDジャケットの裏面にスタジオ録音の様子を描いたイラストがあり、そのイラストを参照するとエアーにマイクを3本立てて録音されたと見られる。
albumのタイトル『STANDARD-1』は、自主製作の考えとして、音を創る上で自身の表現となる第一基準という所から名付けられた。
ジャケットは通常のサイズの半分で作られ、盤面が半分見える状態と一風変わった形となっている。デザイン、mixは全て河原が行った。

## 収録曲
1. 口遊び (5:52)
2. 鏡の前 (3:55)
3. スペンド (4:12)
4. 自身の姿 (5:34)
5. 透明度 (4:42)

作詞・作曲：河原太朗　編曲：ampel